# Bataille de Yeosu
Guerre du Crabe
Batailles
- Gangneung
- Yeosu
- Yeonpyeong (1re)
- Amami-Ōshima
- Yeonpyeong (2e)
- Daecheong
- Baengnyeong
- Yeonpyeong (bombardement)

La bataille de Yeosu est une bataille navale livrée entre l'Armée populaire de Corée et la Marine de la République de Corée du 17 décembre 1998 au 18 décembre 1998, près de Yeosu, en Corée du Sud.

## Contexte
Cette bataille a lieu en 1998 dans le contexte du conflit maritime inter-coréen entre les deux Corées.

## Déroulement
Un sous-marin de poche nord-coréen de dix tonnes fut localisé dans les eaux territoriales sud-coréennes le 17 décembre 1998 près de Yeosu. Une douzaine de navires sud-coréens reçurent l'ordre de l'intercepter. Après que les Sud-Coréens ont procédé à des tirs de semonce, le submersible réplique en ouvrant le feu. Il tente ensuite de s'enfuir mais est coulé après une poursuite sur 100 km par la marine sud-coréenne et des avions de reconnaissance le jour suivant, le 18 décembre 1998.

## Conséquences
Cet incident aggrava les relations inter-coréennes, étant déjà très tendues depuis l'infiltration de Gangneung en septembre 1996, lorsque 26 militaires nord-coréens avaient débarqué sur les côtes à proximité de la ville de Gangneung, en Corée du Sud.

### Sources et références
- (en) N Korean sub sinks before crew's fate known, The Nation et AFP
- (en) South Korea sinks North's spy vessel in gunbattle, sur le site de Indian Express